# Dirichletsches Teilerproblem
Das Dirichletsche Teilerproblem ist ein mathematisches Problem aus dem Umfeld der analytischen Zahlentheorie. Es trifft eine Aussage über das asymptotische Verhalten von Summen über Teileranzahlfunktionen. Bis heute gilt das Problem als offen. 
Anfang des 20. Jahrhunderts wurde das Problem von Adolf Piltz wesentlich zum Piltzschen Teilerproblem verallgemeinert. 

## Formulierung
Bezeichnet {\displaystyle d(n)} die Funktion, welche die Anzahl der Teiler von {\displaystyle n} zählt, so gilt
{\displaystyle \sum _{n\leq x}d(n)=x\log(x)+(2\gamma -1)x+\Delta (x).}
Die Abschätzung {\displaystyle \Delta (x)=O({\sqrt {x}})} wurde von Peter Gustav Lejeune Dirichlet gezeigt. Das Dirichletsche Teilerproblem fragt nun nach der genauen Natur des Fehlers {\displaystyle \Delta (x)}. Betrachtet wird die Menge {\displaystyle D} aller reellen Zahlen {\displaystyle \beta } mit der Eigenschaft {\displaystyle \Delta (x)=O(x^{\beta })}. Das Problem lautet: wie groß ist {\displaystyle \inf D}? 

## Verallgemeinerung
Dieses Problem lässt sich verallgemeinern. Dazu definiert man 
{\displaystyle d_{k}(n):=\sum _{u_{1},\dotsc ,u_{k} \atop u_{1}\cdots u_{k}=n}1.}
Während {\displaystyle d_{2}(n)=d(n)} ist und alle Paare {\displaystyle (u_{1},u_{2})} mit {\displaystyle u_{1}u_{2}=n} abzählt (mit anderen Worten die Teiler von {\displaystyle n}), zählt {\displaystyle d_{k}(n)} alle Tupel {\displaystyle (u_{1},\dots ,u_{k})} mit {\displaystyle u_{1}\cdots u_{k}=n} ab. Es ist bekannt, dass dann
{\displaystyle \sum _{n\leq x}d_{k}(n)=xP_{k}(\log x)+\Delta _{k}(x)}
mit einer Polynomfunktion {\displaystyle P_{k}} von Grad {\displaystyle k-1} gilt. Das Piltzsche Teilerproblem fragt nun nach der Natur des Fehlers {\displaystyle \Delta _{k}(x)}. 

## Lösungsansätze
Ein wichtiger Schritt in Richtung einer (allgemeinen) Lösung wäre der Beweis der Lindelöfschen Vermutung, die eine Aussage über das Wachstum der Riemannschen Zeta-Funktion im sog. kritischen Streifen macht. 
Über Integration einer geschlossenen Kurve und die Perronschen Formeln folgt
{\displaystyle \sum _{n\leq x}d_{k}(n)=xP_{k}(\log x)+O\left({\frac {x^{1+\varepsilon }}{T}}+x^{\sigma }\int \limits _{0}^{T}{\frac {|\zeta (\sigma +\mathrm {i} t)|^{k}}{|\sigma +\mathrm {i} t|}}\mathrm {d} t\right).}
Dabei ist {\displaystyle P_{k}} eine Polynomfunktion vom Grade {\displaystyle k-1}, {\displaystyle x\geq 2T^{k/2}\geq 1} und {\displaystyle 0<\sigma <1}. Der Term {\displaystyle xP_{k}(\log x)} ist durch das Residuum der Funktion {\displaystyle \zeta (s)^{k}x^{s}/s} an der Stelle 1 gegeben. Hintergrund dieses Zusammenhangs ist, dass die Dirichlet-Reihe der Funktion {\displaystyle \zeta (s)^{k}} durch die {\displaystyle d_{k}(n)} erzeugt wird. Durch die Wahl {\displaystyle T=x^{2/(k+4)}} erhält man mittels {\displaystyle \textstyle \zeta ({\tfrac {1}{2}}+\mathrm {i} t)=O(t^{1/4+\varepsilon })}:
{\displaystyle \sum _{n\leq x}d_{k}(n)=xP_{k}(\log x)+O(x^{1-{\frac {2}{k+4}}+\varepsilon }).}
Dieser Ansatz über Kurvenintegration ist jedoch vermutlich noch weit von einer endgültigen Lösung entfernt, da für weitere Verbesserungen detailliertere Kenntnisse über die Riemannsche Zeta-Funktion vorliegen müssen.

## Fortschritte
Im Laufe der Jahre wurden immer bessere Abschätzungen gefunden. Bessere Werte wurden von G. F. Woronoi (1903, {\displaystyle x^{\tfrac {1}{3}}\log x}), J. van der Corput (1922, {\displaystyle \beta ={\tfrac {33}{100}}}) sowie M. N. Huxley ({\displaystyle \beta ={\tfrac {131}{416}}}) angegeben. Auf der anderen Seite zeigten G. H. Hardy und E. Landau, dass {\displaystyle \beta \geq {\tfrac {1}{4}}} gelten muss.